# Smeltevandsslette
En smeltevandsslette er dannet af materiale, der er transporteret med smeltevandet fra isen. Materialet er velsorteret og ensartet og aflejret i kegler – det groveste først. Smeltevandssletten består af sand og grus. Jo længere væk man kommer fra gletsjeren, jo finere. Foran gletsjeren bliver der dannet et netværk af smeltevandsfloder.
Smeltevandssletten i Vestjylland og den midtjyske højderyg – hovedstilstandslinjen fra sidste istid, danner det vigtigste landskabelige skel i Danmark.